# 犬系・猫系
犬系・猫系（いぬけい・ねこけい）とは若者における人間の性格の分類法の一つである。後ろに女子や男子を付けて犬系女子、猫系女子、犬系男子、猫系男子などという形で使われることが多い。またカタカナでイヌ系、ネコ系と表記されることもある。
犬と猫以外では兎を冠するうさぎ系なども定着しており、これらは総称して動物系と呼ばれることもある。

## 犬系
俗語における犬系のステレオタイプには人懐っこい、甘え上手、素直などがある。
子犬系 / ワンコ系も存在する。子犬系のステレオタイプにはあざと可愛く萌え袖をしているなどがある。

## 猫系
俗語における猫系のステレオタイプにはマイペース、気ままなどがある。

## うさぎ系
俗語におけるうさぎ系のステレオタイプには寂しがり屋などがある。

## 歴史
犬系・猫系という言葉がいつから存在するかは不明である。元々洋画では「子猫ちゃん」という言葉が使われており、特に1965年から1970年代にかけては「子猫ちゃん」という言葉を含む映画が多数登場していた（「何かいいことないか子猫チャン」（1965年）、「フクロウと子猫ちゃん」（1970年）など）。
その後、1996年には安彦麻理絵の漫画『臍下の快楽』の「わたしはネコになりたいんだけど」の回につまらなそうな「イヌ系」と「子猫ちゃん」のような「ネコ系」を比較するセリフが登場し、また同年の『週刊読売』でも「女のタイプ」としての犬系と猫系への言及が登場した。
またアメリカでは2007年に登場した1960年代舞台のドラマ「マッドメン」が人気となり、このドラマがファッションにも大きな影響を与え、2010年には1960年代のような「Fierce Cat Eye」メイクが流行した。日本では2010年7月にコーセーのメイクブランド「Fasio」（ファシオ）が目尻用としてマスカラとアイライナーを一つにしたメイク道具「マスカライナー」を発売し、そのCM「大発明！！ マスカライナー・前編」によってネコ目メイクを広めていった。その後、日本では2012年秋よりネコ目メイクが流行したとされる。また同時期には猫耳ヘアもきゃりーぱみゅぱみゅを起点に流行していった。
一方、2011年頃にはSNSを中心に涙袋の豊かなAKB48の板野友美（ともちん）の人気が高まり、2012年2月にはその涙袋メイクが公開され、同2012年6月にはメイク道具「もて涙袋モイスチャー」が、同2012年10月にはメイク道具「涙袋ハイライトチップ」が登場して「涙袋メイク」が流行していき、翌2013年5月には日本テレビの情報番組「ZIP!」でも「涙袋メイク」が取り上げられたが、同2013年10月にはファッション誌「ViVi 12月号」によりネコ目メイクの後継として涙袋に色を入れる「うさぎメイク」が登場し、うさぎ目メイクが流行となっていった。この涙袋に色を入れる手法はその後も病みメイクや地雷系メイクで一般的となっていった。
2015年にはマイナビウーマンが男性向けと女性向けそれぞれに犬系と猫系のどちらを好むかのWebアンケートを行ったが、そのアンケートによれば男女共に尽くす犬系の方を好む人が多いという結果となったとされる。
2019年には女性向けドラマにおいて年下との恋愛物が増え、その中から犬系男子との恋愛物も登場するようになった。
2022年にはNHK Eテレの教養バラエティ番組『バリューの真実』においても犬系・猫系が取り上げられた。

## 関連作品
バラエティ番組
- 『バリューの真実』「タイプ犬系・猫系▽SixTONES▽諏訪部順一」（2022年、NHK Eテレ）[6]

実写および実写化された作品
- 『ネコナデ』（2008年、UHF系） - 「AMG動物ドラマシリーズ」の一つであり、小説化や漫画化も行われた。猫っぽい性格の男店員が登場する[32]。小説版ではそれに加えて人間における犬系・猫系の分類が登場する[33]。
- 『あなたの番です』（2019年、日本テレビ系） - 犬系男子が登場する[31][34]。
- 『コーヒー&バニラ』（2019年、MBS） - 少女漫画原作。犬系男子の同級生が登場する[35]。
- 『私がヒモを飼うなんて』（2023年、TBS系） - Web漫画原作。犬系男子が登場する[36][37]。
- 『猫カレ -少年を飼う-』（2023年、テレビ東京） - Web漫画原作。猫系男子が登場する[38]。
- 『ショートドラマSP 「犬系男子」』（2025年、ABCテレビ）

その他の漫画
- 安彦麻理絵『臍下の快楽 2』「わたしはネコになりたいんだけど」 pp.131-136 ぶんか社 1997年 ISBN 978-4821195633
- 克間彩人『ネコ系男子×イヌ系男子』 講談社 2010年 ISBN 978-4063416862
- こいずみまり『猫系彼女と草食男子』 竹書房 2015年 ISBN 978-4801950788
- じゃこ「元気いっぱいわんこ系女子」『こんな女子をぎゅってしたい! ショートストーリーズ』 p.25〜26 KADOKAWA 2019年 ISBN 978-4049124514
- 文之助「君に捧げる男前」 KADOKAWA 2024年5月22日 ISBN 978-4049157680 - 帯に「犬系男子」と明記[39]
- 山田南平『恋するMOON DOG（英語版）』 白泉社  2018年より『花ゆめAi』で連載[40]

その他の小説
- 丸野智『先輩が好きすぎてイヌ系彼女になりましたっ!』 KADOKAWA/アスキー・メディアワークス 2015年 ISBN 978-4048655361
- 青柳朔『猫系男子のススメ』 KADOKAWA 2018年 ISBN 978-4047349377
- 白井カナコ『花屋カフェLuneのスペシャリテ: 人の縁を結ぶわんこ系男子との不思議でおいしい4ヶ月』　ポプラ社 2022年 ISBN 978-4591175385

実用書
- 沖川東横『好きな男を手に入れたければ、ネコ系女子になりなさい。』 辰巳出版 2017年2月10日 ISBN 978-4777818259